# Benjamin Thompson (giocatore di football americano)
Benjamin Thompson (6 ottobre 1983) è un giocatore di football americano e militare statunitense che gioca come runningback per i Saarland Hurricanes.
Dopo la high school non ha intrapreso gli studi universitari, unendosi invece all'esercito. In questa funzione si è trasferito in Germania, dove è tornato a giocare.

## Palmarès
- Oberliga HE/RP/SA/TH (2013)
- 1 Landesliga Mitte (2012)